# Cecilio Rodríguez
Cecilio Rodríguez Cuevas (Valladolid, 2 de febrero de 1865-Madrid, 14 de octubre de 1953) fue un jardinero español, asociado a la urbanización del parque del Retiro de Madrid.

## Biografía
Entró como aprendiz de jardinero en el Ayuntamiento de Madrid a los ocho años y trabajó en el paseo de Recoletos y en la sección de Viveros. Durante el primer tercio del siglo xx, colaboró con Juan Gras en la remodelación del parque de la Quinta de la Fuente del Berro, construyendo invernaderos y plantando especies poco conocidas. En 1914 fue nombrado jardinero mayor del Retiro, donde diseñó  la Rosaleda y, a partir de 1918, la Casa de Fieras. Posteriormente fue nombrado director del Departamento de Parques y Jardines del Ayuntamiento.

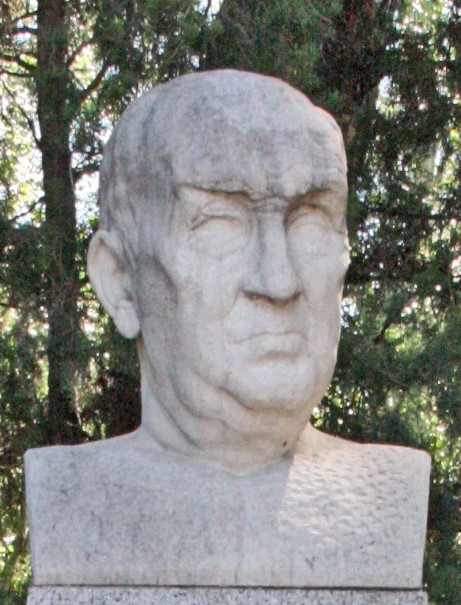
Busto de Cecilio Rodríguez, en los jardines homónimos. Parque del Buen Retiro de Madrid.

En 1924 fue nombrado jardinero mayor de la villa de Madrid. Su gestión en este cargo recibiría reiteradas críticas del vecindario y la prensa de Madrid por su propensión a cercar, mediante estacas y alambres de espino, amplias zonas de los parques de la villa con el pretexto de crear jardines poniendo fin a su uso como áreas de esparcimiento. La denuncia recogida por casi todos los diarios tras la protesta del padre de un niño que jugando en el Retiro sufrió heridas de cierta gravedad al chocar con el alambre de espino, se agravó sin embargo con la propuesta de acotar y cercar la Dehesa de la Villa, como denuncia el diario El Sol del 4 de octubre de 1924:

De esta manera fue posible que a pretexto de crear jardines, fuera arrebatando al vecindario las praderas de la Florida, la Chopera, la Fuente de la Mina, el Parque del Oeste, la mayor parte de la Pradera del Corregidor y de la Fuente de la Teja. Ahora pretende convertir en realidad uno sus más fervientes deseos: cercar la Dehesa de la Villa, último lugar de esparcimiento que quedaba a los madrileños [...] no se puede tolerar tampoco que el vecindario tenga que atravesar todo Madrid para gozar de aires puros, habiendo tantos bellos jardines que son del pueblo, pero que han sido arrebatados al pueblo arbitrariamente.

En el editorial del mismo día le recordaban su enemistad con el árbol, recordando la ocasión en que habiendo sido requerido por el Ayuntamiento de Oviedo para realizar el proyecto de reforma del Campo de San Francisco, su propuesta fue embaldosarlo.
Con la llegada de la Segunda República fue destituido por el nuevo ayuntamiento elegido democráticamente, siendo restituido en su antiguo cargo una vez finalizada la guerra civil, desde el que dirigió la restauración de las zonas verdes de Madrid.
Junto a la antigua Casa de Fieras del Retiro (dentro del conjunto de jardines del arquitecto Herrero Palacios) se conservan los Jardines de Cecilio Rodríguez.
Por último, también colaboró con el arquitecto Alberto López de Asiaín, en 1926, en la construcción de la escalinata y parque del balneario y jardines de Jabalcuz, en Jaén.